# Love Runs Out
Love Runs Out — en español: «El amor se agota» — es una canción grabada por la banda de pop rock estadounidense OneRepublic para el 2014 reedición de su tercer álbum de estudio Native (2013). Fue producido por Ryan Tedder, quien coescribió la canción con Brent Kutzle, Drew Brown, Zach Filkins y Eddie Fisher. La canción fue digitalmente lanzada en Australia el 14 de abril de 2014 y contó con los servicios de la radio hit contemporánea en los Estados Unidos el 6 de mayo como el quinto sencillo general del álbum. La canción debutó en el número 81 en el Billboard Hot 100 y en el número 22 en la New Zealand Singles Chart .
La canción se incluyó en la banda sonora del videojuego NBA 2K15.

## Antecedentes
La canción fue originalmente destinada a ser el primer sencillo de Native. Tedder dijo a CapitalFM "Tenemos un nuevo sencillo que ni siquiera está en el álbum que está a punto de caer. No puedo citar la fecha." y "Yo quería que fuera el primer sencillo, a algunos de nosotros en la banda lo hizo, pero no pude terminar el coro. Y no puedo tener una canción sin estribillo".

## Video musical
El 12 de julio de 2018 la banda estrenó un  video musical para promocionar el sencillo, junto con la reedición de álbum Native. En él se pueden apreciar paisajes agrestes, representados con colores con exceso de saturación. En varios planos se enfoca a una anciana que toca el piano, mientras Ryan Tedder canta la canción. También existen imágenes de caballos, fuego y danzas.

## Lista de canciones

### Descarga Digital - Sencillo[3]
| N.º | Título          | Duración |  |
| 1.  | «Love Runs Out» | 3:44     |  |

### Descarga Digital (Remixes)[4]
| N.º | Título                              | Duración |  |
| 1.  | «Love Runs Out (Passion Pit Remix)» | 5:00     |  |
| 2.  | «Love Runs Out (Grabbitz Remix)»    | 3:19     |  |
| 3.  | «Love Runs Ouy (Disclipes Remix)»   | 4:59     |  |

## Listas de posiciones
| Lista (2014-2015)                      | Máxima posición |
| -------------------------------------- | --------------- |
| Alemania (Offizielle Deutsche Charts)  | 3               |
| Australia (ARIA)                       | 22              |
| Austria (Ö3 Austria Top 40)            | 3               |
| Bélgica (Flandes) (Ultratop 50)        | 33              |
| Bélgica (Valonia) (Ultratop 50)        | 19              |
| Canadá (Canadian Hot 100)              | 4               |
| Dinamarca (Tracklisten)                | 13              |
| Escocia (Scottish Singles Sales Chart) | 1               |
| Eslovaquia (Rádio Top 100)             | 31              |
| España (Top 100 Canciones)             | 10              |
| Estados Unidos (Billboard Hot 100)     | 15              |
| Estados Unidos (Adult Contemporary)    | 15              |
| Estados Unidos (Adult Top 40)          | 4               |
| Estados Unidos (Mainstream Top 40)     | 9               |
| Francia (SNEP)                         | 76              |
| Hungría (Rádiós Top 40)                | 5               |
| Hungría (Single Top 40)                | 3               |
| Irlanda (IRMA)                         | 14              |
| Israel (Media Forest)                  | 4               |
| Italia (FIMI)                          | 17              |
| Luxemburgo (Billboard)                 | 2               |
| Nueva Zelanda (Recorded Music NZ)      | 20              |
| Países Bajos (Dutch Top 40)            | 29              |
| Polonia (Polish Airplay Top 100)       | 5               |
| Reino Unido (UK Singles Chart)         | 3               |
| República Checa (Rádio Top 100)        | 33              |
| Suecia (Sverigetopplistan)             | 31              |
| Suiza (Schweizer Hitparade)            | 3               |